# Milk/嘆きのキス
「milk／嘆きのキス」（ミルク／なげきのキス）は、日本のシンガーソングライター・aikoが2009年2月18日にポニーキャニオンよりリリースした25作目のシングル。

## 概要
- 前作から約7ヶ月振りのリリースで、2009年にリリースされた唯一のシングル。また「星のない世界/横顔」以来3作振り、2作目の両A面シングルとなった。
- 初回限定盤のみカラートレイ仕様。
- 2009年3月2日付オリコン週間シングルチャートで1位を獲得し、1998年のメジャーデビューから11周年目にして初の同チャート1位獲得作品となった。なお、デビュー10年以上のアーティストによる初の同チャート1位獲得は竹内まりやの「カムフラージュ/Winter Lovers」（1998年11月18日発売）以来10年3ヶ月振りの記録となった[1][注 1]。

## 収録曲
全作詞・作曲：aiko
1. milk（4:15）
編曲：島田昌典
  - 「ブリヂストン・アルベルト」CMソング
  - aikoとしては「星のない世界」以来のCMタイアップとなり、シングル曲のアルファベット表記の作品は前作「KissHug」に続き、2作連続である。PVに登場するソファには小さく「aiko」と刻み込まれている。
2. 嘆きのキス（5:04）
編曲：吉俣良
  - ニンテンドーDS及びWii用ゲームソフト『ファイナルファンタジー・クリスタルクロニクル エコーズ・オブ・タイム』イメージソング
  - 『ファイナルファンタジー』作品のイメージソングを務めたのは「星のない世界」に続き2作目。PVにはaiko自身がピアノを弾いている面を主とし撮影されている。この事はaikoが作曲を行う際、ピアノを使用することから影響している。なお、ピアノを主としたPVは「キラキラ」以来3年6ヶ月振りとなった。aikoとしては珍しく一人称が「僕」となっている作品。また、タイアップよりいち早く、aikoのパソコン版オフィシャルサイトで2009年新年動画として使われ、『COUNT DOWN TV』（TBS系）内のCMでも流された。
3. なんて一日（4:25）
編曲：島田昌典
4. milk（instrumental）
5. 嘆きのキス（instrumental）

## 収録アルバム
- 『BABY』（#1, #2）